# Hans Weiner
Hans Weiner (Neuenkirchen; 29 de noviembre de 1950-21 de agosto de 2024) fue un futbolista alemán. Durante su carrera jugó como defensor central en equipos de Alemania y Estados Unidos. 

## Biografía
Jugó sus primeros años de carrera en el Tennis Borussia Berlín, hasta que en 1972 fue traspasado al Hertha Berlín, club donde se consolidó en la defensa y pasó a ser un jugador clave y apreciado por la hinchada. En 1979 llegó al Bayern de Múnich, donde solo estuvo por tres años, aunque en aquel período logró dos Bundesliga y una DFB-Pokal. Luego de un paso por Chicago Sting en la NASL y por el fútbol indoor, regresó al Hertha Berlín en 1984, donde se retiró en 1986.
Tras su retiro se dedicó a la administración de diversos locales. Junto a su esposa dirigió el hotel Tegeler Hof por 18 años. Desde 2002 dirigió el bar de fútbol Hanne am Zoo en Berlín, el cual anteriormente fue administrado por Wolfgang Holst, expresidente Honorario del Hertha Berlín, fallecido en 2010.

## Estadísticas
| Hertha Berlín · Alemania     | 1.ª           | 1972-73       | 21  | 2  | 10 | 0 | —  | — | 31  | 2  |
| Hertha Berlín · Alemania     | 1.ª           | 1973-74       | 33  | 0  | 3  | 0 | —  | — | 36  | 0  |
| Hertha Berlín · Alemania     | 1.ª           | 1974-75       | 33  | 2  | 1  | 0 | —  | — | 34  | 2  |
| Hertha Berlín · Alemania     | 1.ª           | 1975-76       | 34  | 3  | 7  | 2 | 4  | 0 | 45  | 2  |
| Hertha Berlín · Alemania     | 1.ª           | 1976-77       | 32  | 0  | 8  | 2 | —  | — | 40  | 2  |
| Hertha Berlín · Alemania     | 1.ª           | 1977-78       | 31  | 3  | 5  | 1 | —  | — | 36  | 4  |
| Hertha Berlín · Alemania     | 1.ª           | 1978-79       | 33  | 2  | 8  | 0 | 8  | 0 | 49  | 2  |
| Bayern de Múnich · Alemania  | 1.ª           | 1979-80       | 34  | 1  | 3  | 0 | 10 | 0 | 47  | 1  |
| Bayern de Múnich · Alemania  | 1.ª           | 1980-81       | 31  | 1  | 1  | 0 | 6  | 0 | 38  | 1  |
| Bayern de Múnich · Alemania  | 1.ª           | 1981-82       | 26  | 0  | 6  | 0 | 6  | 0 | 38  | 0  |
| Bayern de Múnich · Alemania  | Total club    | Total club    | 91  | 2  | 10 | 0 | 22 | 0 | 123 | 2  |
| Chicago Sting Estados Unidos | 1.ª           | 1982          | 18  | 2  | —  | — | —  | — | 18  | 2  |
| Chicago Sting Estados Unidos | 1.ª           | 1983          | 15  | 3  | —  | — | —  | — | 15  | 3  |
| Chicago Sting Estados Unidos | Total club    | Total club    | 33  | 5  | 0  | 0 | 0  | 0 | 33  | 5  |
| Hertha Berlín · Alemania     | 2.ª           | 1984-85       | 34  | 1  | 3  | 0 | —  | — | 37  | 1  |
| Hertha Berlín · Alemania     | 2.ª           | 1985-86       | 31  | 2  | 1  | 0 | —  | — | 32  | 2  |
| Hertha Berlín · Alemania     | Total club    | Total club    | 282 | 15 | 46 | 5 | 12 | 0 | 340 | 20 |
| Total carrera                | Total carrera | Total carrera | 406 | 22 | 56 | 5 | 34 | 0 | 496 | 27 |
| 1. 2. 3.                     |               |               |     |    |    |   |    |   |     |    |

## Palmarés

### Campeonatos nacionales (3)
| Título     | Club             | País     | Año     |
| ---------- | ---------------- | -------- | ------- |
| Bundesliga | Bayern de Múnich | Alemania | 1979-80 |
| Bundesliga | Bayern de Múnich | Alemania | 1980-81 |
| DFB-Pokal  | Bayern de Múnich | Alemania | 1981-82 |